# Hartoor
De hartoren of auriculae atriorum zijn twee aanhangsels in de boezems van het hart, het linker- en het rechterhartoor. De vorm van het linkerhartoor is doorgaans meer buisvormig, met een smalle basis, terwijl het rechterhartoor een veel bredere basis heeft.
Het linkerhartoor heeft een belangrijke klinische betekenis bij boezemfibrilleren. Hierbij is er een verhoogde kans op het ontstaan van bloedstolsels in met name het linkerhartoor: deze stolsels kunnen een afsluiting van een vat in de hersenen veroorzaken en zo een beroerte veroorzaken.
Het rechterhartoor wordt vaak gebruikt als canulatieplaats voor de hart-longmachine bij een openhartoperatie. Bovendien is het rechterhartoor een veel gebruikte plaats voor het plaatsen van een pacemakerelektrode.

## Etymologie
Vroeger werd ook wel de term 'aurikel' gebruikt, maar die benaming is in onbruik geraakt. Het Latijnse woord auricula betekent oortje.